# Alrosa Airlines
Alrosa Airlines (russisch АО Авиакомпания АЛРОСА) ist eine russische Fluggesellschaft mit Sitz am Flughafen Mirny in der Republik Sacha. Sie wurde 1992 als Alrosa Mirny Air Enterprise gegründet. Im Rahmen einer Umstrukturierung Anfang 2013, in der die Wartung am Boden und der Betrieb mehrerer kleinerer Flughäfen im Nordosten Russlands vom Fluggeschäft getrennt wurde, erhielt die Fluggesellschaft ihren heutigen Namen. Die Fluggesellschaft ist ein Tochterunternehmen des Bergbauunternehmens Alrosa mit Sitz in Mirny.
Im April 2022 wurde die Gesellschaft auf die als „Schwarze Liste“ bezeichnete EU-Flugsicherheitsliste gesetzt und ihr damit der Betrieb in der EU untersagt. Grund dafür ist, dass die russische Föderale Agentur für Lufttransport russischen Gesellschaften erlaubt, ausländische Luftfahrzeuge ohne gültiges Lufttüchtigkeitszeugnis zu betreiben.

## Flotte

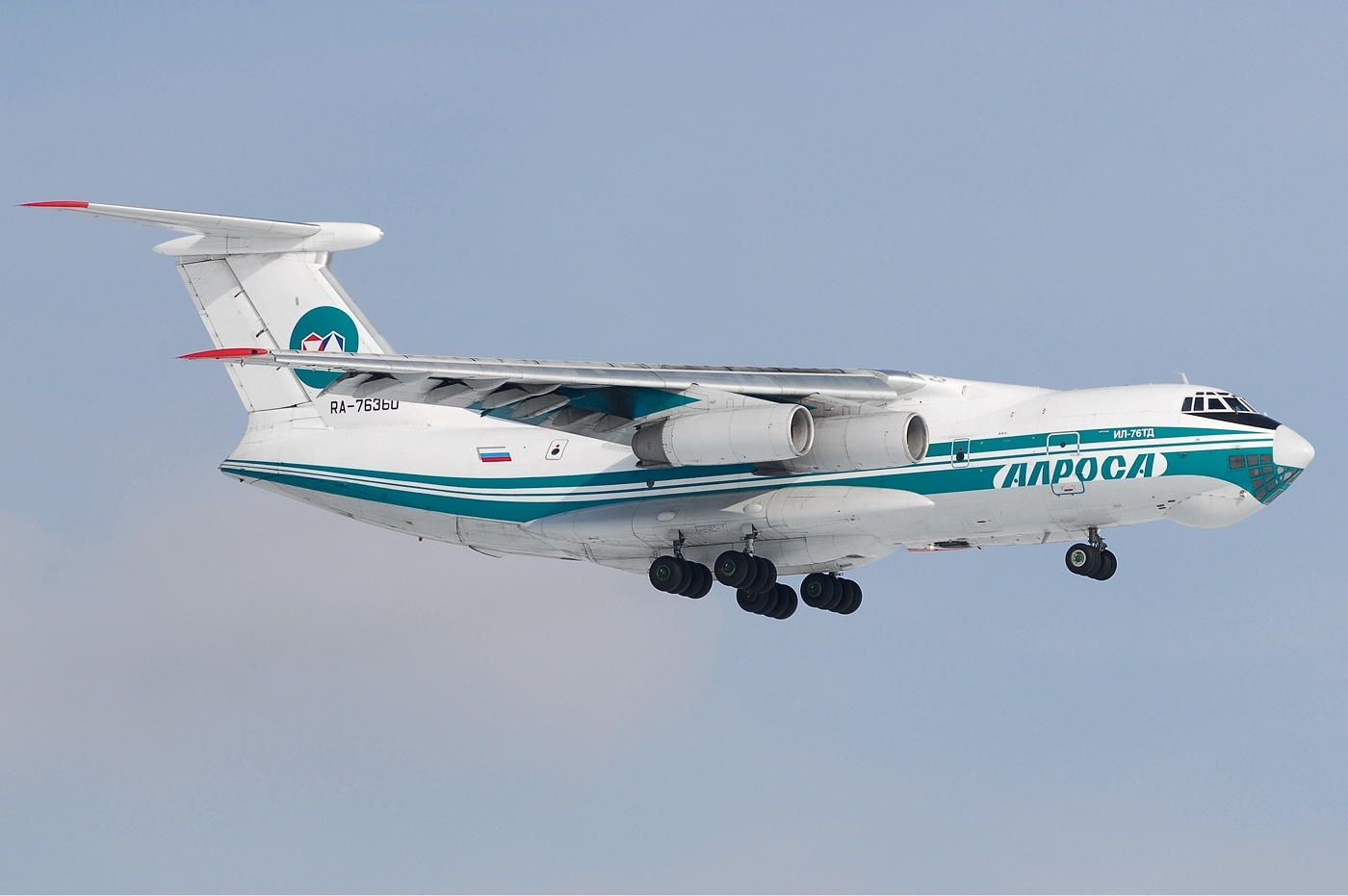
Transportflugzeug Iljuschin Il-76 in alter Lackierung

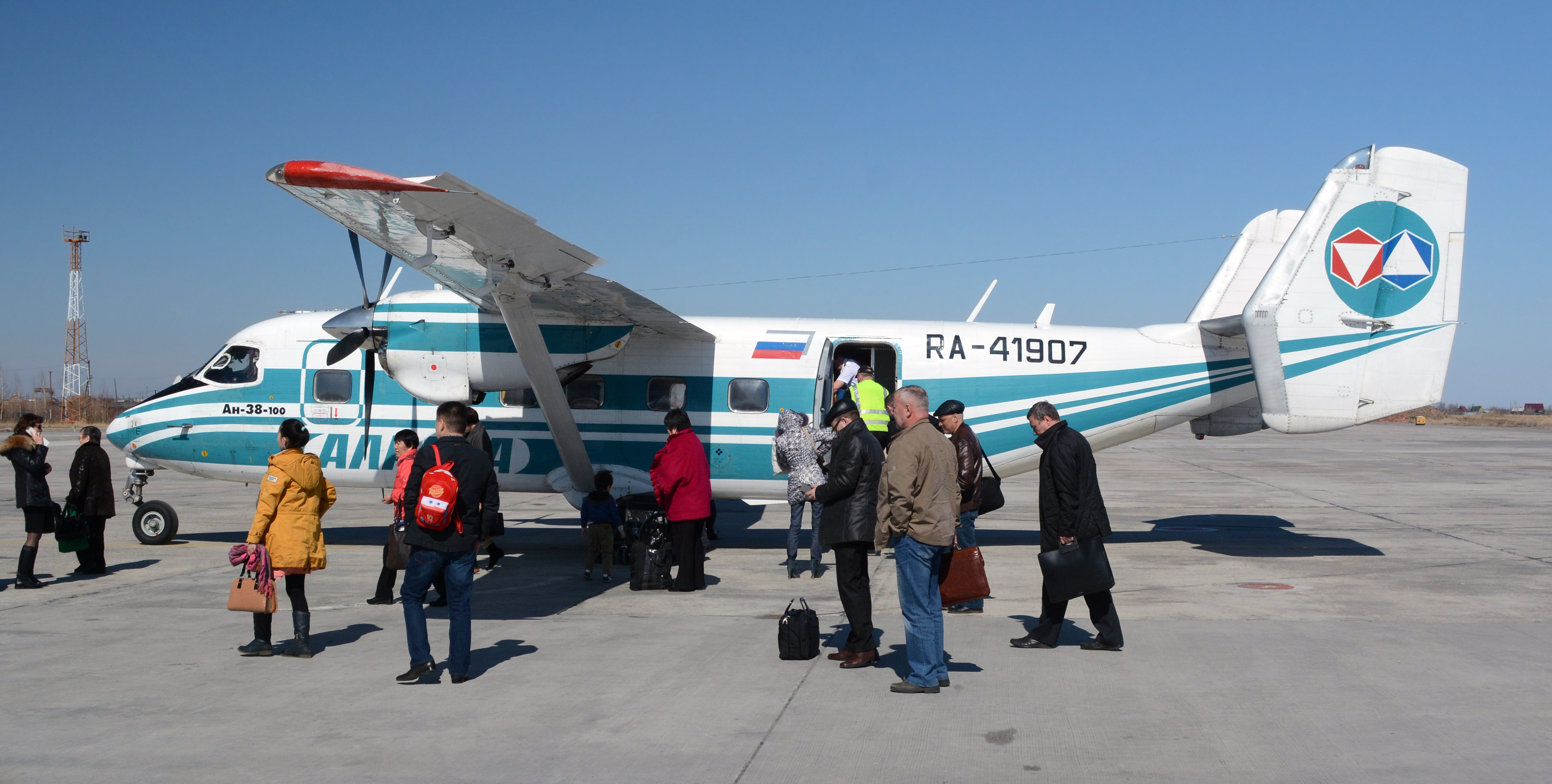
Antonow An-38

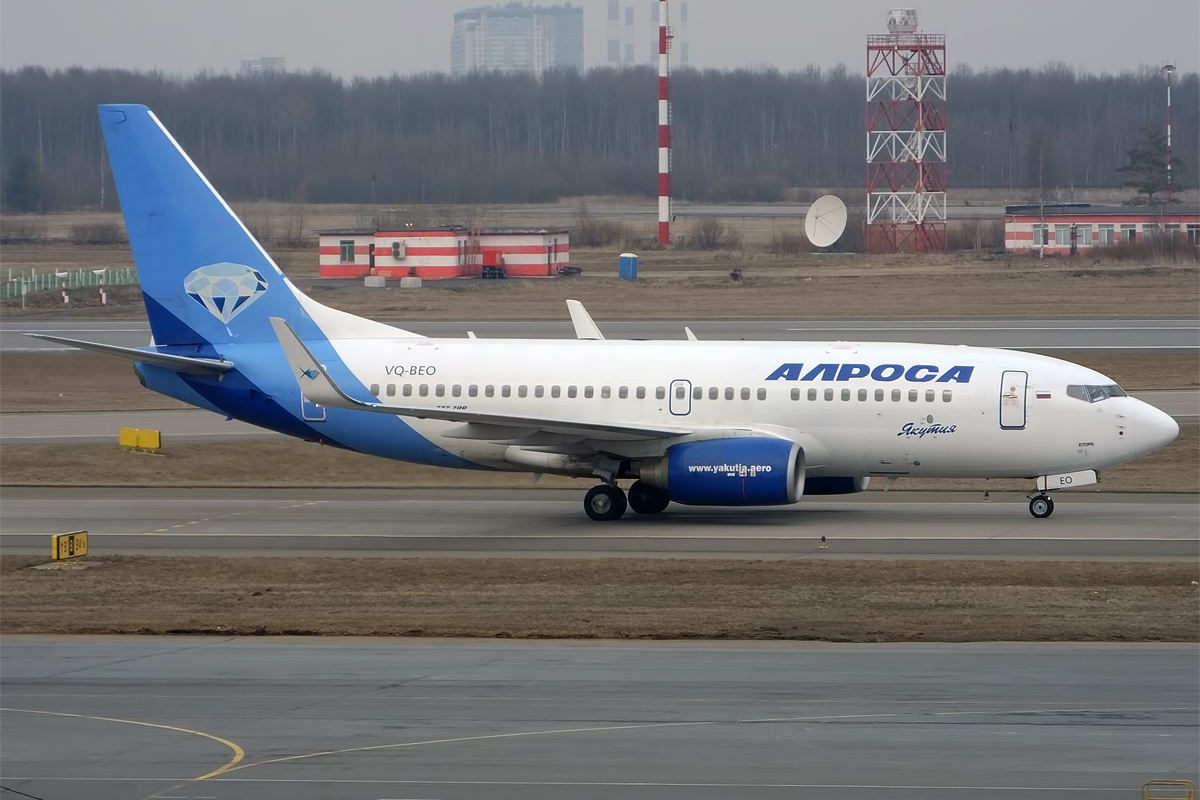
Boeing 737-700 der Fluggesellschaft

Als Besonderheit betrieb Alrosa noch bis im Frühjahr 2019 die letzte ihrer insgesamt drei Tupolew Tu-134B mit dem Kennzeichen RA-65693. Dieses Flugzeug führte am 22. Mai 2019 den letzten regulären Passagierflug dieses Typs durch.

### Aktuelle Flotte
Mit Stand Juni 2022 bestand die Flotte der Alrosa Airlines aus 5 Flugzeugen mit einem Durchschnittsalter von 16,1 Jahren und mehreren Hubschraubern:
Flugzeuge
- 02 Boeing 737-700
- 03 Boeing 737-800

Hubschrauber (Stand Juli 2016)
- 01 Mil Mi-26T (Transporthubschrauber)
- 18 Mil Mi-8 (verschiedene Ausführungen: 15 Mi-8T, 1 Mi-8MTB-1, 1 Mi-171)

### Ehemalige Flugzeugtypen
- 02 Tupolew Tu-154M
- 03 Antonow An-24PB
- 01 Antonow An-38-100
- 02 Antonow An-2
- 01 Iljuschin Il-76TD (Transportflugzeug)
- 01 Antonow An-26-100 (Transportflugzeug)

Im September 2014 unterschrieb die Fluggesellschaft eine Leasingvereinbarung mit Yakutia Airlines für ein Flugzeug des Typs De Havilland DHC-8-400 über die Laufzeit von einem Jahr. Dieses Flugzeug befand sich auch noch im Juli 2016 auf der Flottenseite des Internetauftritts von Alrosa Airlines.
Im August 2013 war bekannt geworden, dass die Lufthansa Technik die Komponentenversorgung der neuen Flotte des Typs Boeing 737NG übernehmen würde.

## Zwischenfälle
- Am 7. September 2010 musste eine Tu-154 (Kennzeichen: RA-85684) der Fluggesellschaft nach schwerem technischen Defekt auf dem verlassenen Militärflugplatz Ischma in der Republik Komi in Russland notlanden. Zuvor war in 10.000 Metern Höhe die komplette Bordelektronik ausgefallen. Außerdem funktionierten die Bremsklappen nicht, so dass das Flugzeug mit zu großer Geschwindigkeit auf der mit 1.200 Metern zu kurzen Landebahn landen musste. Die Maschine raste 200 Meter über die Landebahn hinaus. Alle 72 Passagiere an Bord und 9 Besatzungsmitglieder überlebten die Landung unverletzt.[13] Die beiden Piloten Andrei Lamanow und Jewgeni Nowosselow wurden am 16. November 2010 mit dem Ehrentitel Held der Russischen Föderation ausgezeichnet.[14] Die Maschine wurde wieder auf die Start- und Landebahn gezogen und startete am 24. März 2011 nach kleineren Instandsetzungsarbeiten in Richtung Uchta. Der Start fand auf der mit Schnee und Eis bedeckten 1200 Meter langen Piste statt. Nach nur 800 Metern hob die Maschine, von zwei Testpiloten geflogen, sicher ab. Nach einer größeren technischen Durchsicht versah die Maschine ihren Dienst bis im November 2018, als sie nach Nowosibirsk-Tolmatschowo überflogen und dort für eine Ausstellung bereit gemacht wurde.[15]

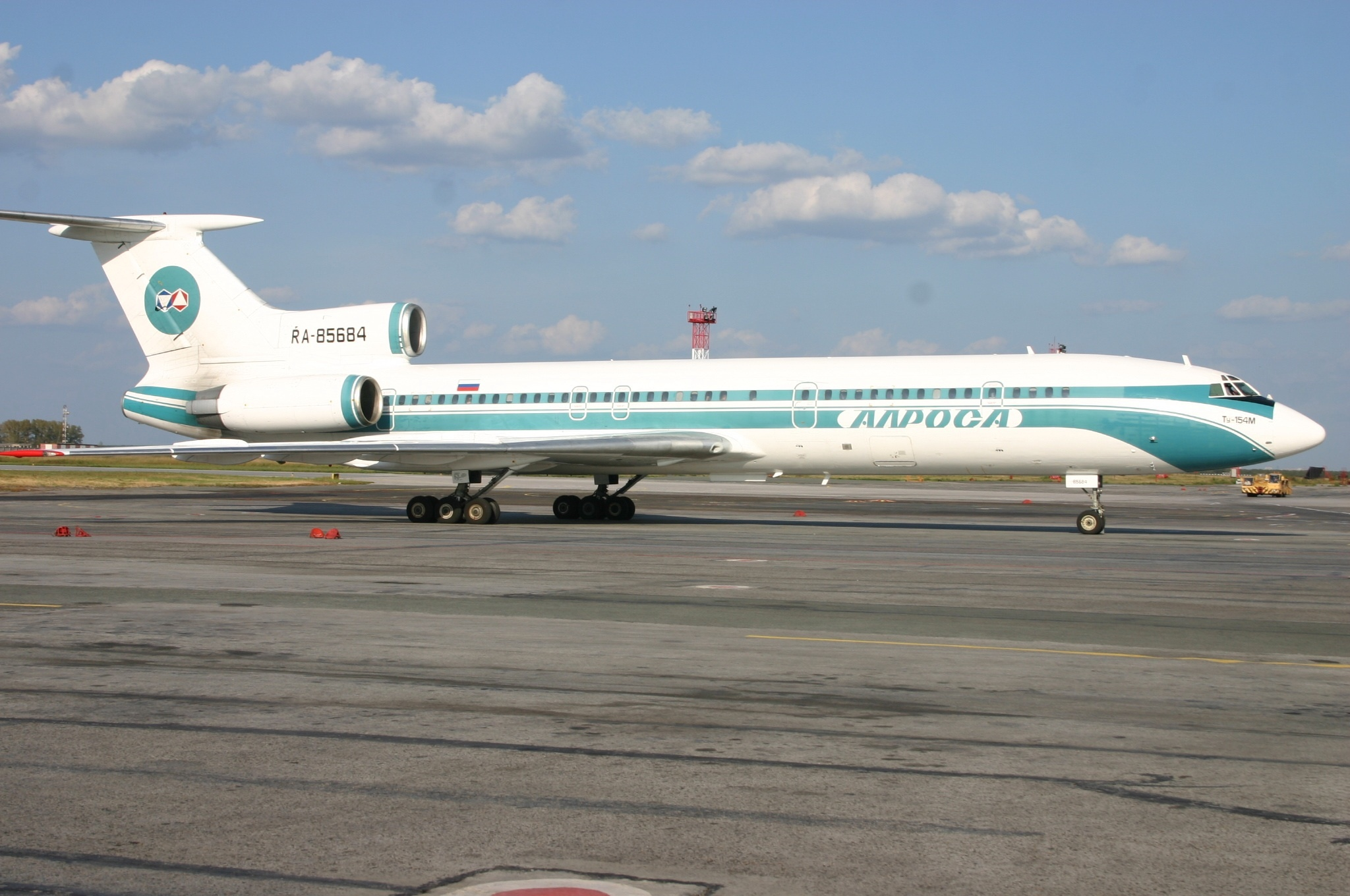
Das Unfallflugzeug nach seiner Instandsetzung am Flughafen Nowosibirsk im Juni 2012
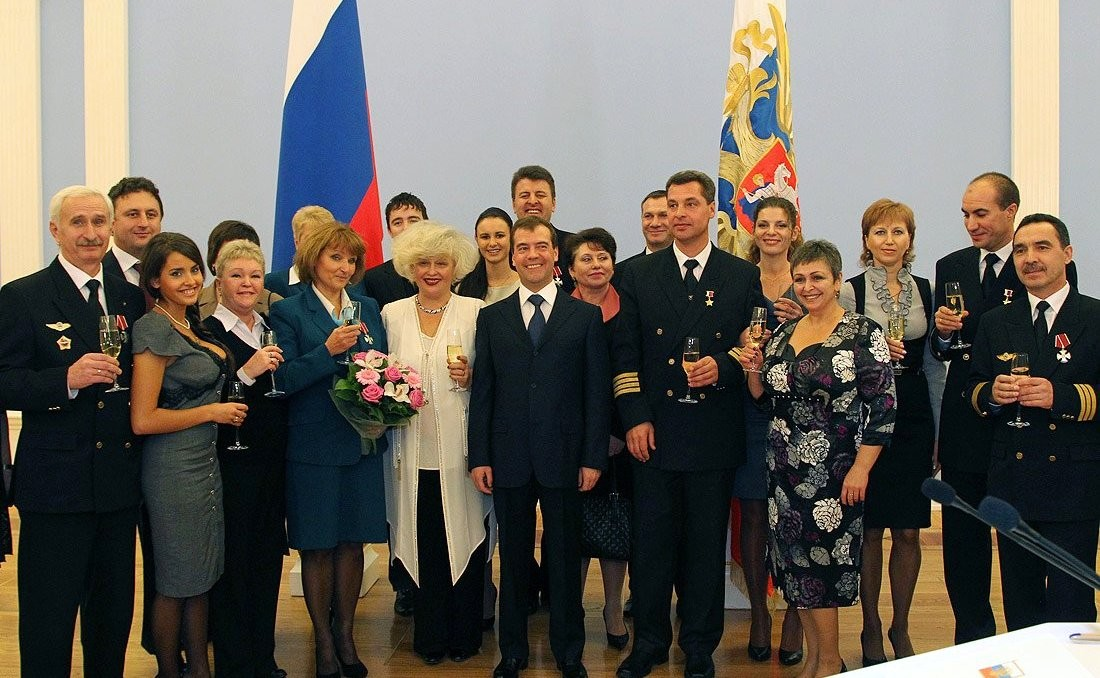
Die Besatzung des Flugzeugs bei der Ordensverleihung im Kreml